# Prozor
Prozor – miasto w Bośni i Hercegowinie, w Federacji Bośni i Hercegowiny, w kantonie hercegowińsko-neretwiańskim, siedziba gminy Prozor-Rama. W 2013 roku liczyło 3367 mieszkańców, z czego większość stanowili Chorwaci.